# Performing Arts Research and Training Studios
Les Performing Arts Research and Training Studios plus connus sous leur acronyme de P.A.R.T.S. ou PARTS est une école de danse contemporaine fondée à Bruxelles, en 1995, par la chorégraphe flamande Anne Teresa De Keersmaeker. Après une dizaine d'années d'existence, P.A.R.T.S. est qualifiée d'école « en passe de devenir un des centres de formation les plus courus à l'échelle internationale ».

## Historique
Maurice Béjart quitte Bruxelles et ferme l'École Mudra en 1988, laissant un vide important sur la scène belge moderne au moment où explose la génération des jeunes chorégraphes contemporains belges qu'il a contribué directement ou indirectement à faire émerger en Belgique. Anne Teresa De Keersmaeker, nouvellement nommée directrice de la danse à La Monnaie, décide alors en 1995 de réaliser, avec Bernard Foccroulle, son désir de créer un lieu de théorisation, d'apprentissage et de transmission de son langage chorégraphique sur le principe de la multidisciplinarité qu'elle avait connue avec les Ateliers Lilian Lambert lors de ses toutes premières années d'étude de la danse.
L'école s'installe dans une blanchisserie industrielle désaffectée dont le bâtiment principal est entièrement restructuré, avec la création de salles de cours où arrive la lumière naturelle.
Depuis 1995, P.A.R.T.S. est devenue une pépinière de jeunes danseurs et futurs chorégraphes qui vont pouvoir développer leur capacité et créativité dans différents champs de la danse contemporaine en privilégiant avant tout durant leur formation l'épanouissement de leurs personnalités artistiques sur la technique. Les bases techniques requises pour l'admission (sur audition se déroulant dans deux ou trois villes d'Europe chaque année) sont suffisamment élevées pour permettre cela. De nombreux élèves de P.A.R.T.S. intègrent, en cours ou à la fin de leur formation, la compagnie Rosas de De Keersmaeker.

## Formations
L'école propose, à environ une cinquantaine d'étudiants, un cycle d'études de deux fois deux ans : deux ans de Formation et deux ans de Recherche.
Les principaux cours sont :
- technique classique
- technique contemporaine
- répertoire de la Compagnie Rosas
- danse, théâtre, rythme, chant et musique
- contact improvisation
- yoga
- composition

Durant les années de formation, les élèves reçoivent des cours de danse classique, moderne et contemporaine avec pour but de rechercher un équilibre entre les divers courants de la danse du XXe siècle. Les cours sont alternés avec des stages intensifs d'études du théâtre et de la musique (rythme, chant, analyse de la musique), cette dernière représentant une base essentielle de l'école). Enfin, les élèves reçoivent également des séminaires d'histoire des arts (danse, théâtre, cinéma, arts plastiques), de philosophie, de sémiotique et de sociologie. De prestigieux professeurs sont intervenus ou continuent de former les étudiants de P.A.R.T.S., comme notamment Merce Cunningham, Pina Bausch, Trisha Brown, William Forsythe, Elizabeth Corbett, Germaine Acogny, ou Fernand Schirren (pour les cours de rythmes), et bien évidemment Anne Teresa De Keersmaeker ou d'anciennes danseuses de la compagnie Rosas telles que Cynthia Loemij ou Marta Coronado.

## Quelques élèves notables de P.A.R.T.S
- Fabián Barba
- Sofia Brito
- Sidi Larbi Cherkaoui
- Marta Coronado
- Tale Dolven
- Lisbeth Gruwez
- Saskia Hölbling
- Akram Khan
- Kaya Kołodziejczyk
- Daniel Linehan
- Moya Michael
- Taka Shamoto (nl)
- Igor Shyshko
- Noé Soulier